# Mount Mahony
Mount Mahony ist ein wuchtiger und 1870 m hoher Berg im ostantarktischen Viktorialand. In der Saint Johns Range ragt er unmittelbar östlich des Kopfendes des Oberen Victoria-Gletschers auf.
Die vom britischen Geografen Thomas Griffith Taylor (1880–1963) geführte Westgruppe bei der Terra-Nova-Expedition (1910–1913) unter der Leitung des britischen Polarforschers Robert Falcon Scott kartierte und benannte ihn. Namensgeber ist der australische Geologe und Petrologe Daniel James Mahony (1878–1944).